# Sinclair Cambridge Programmable

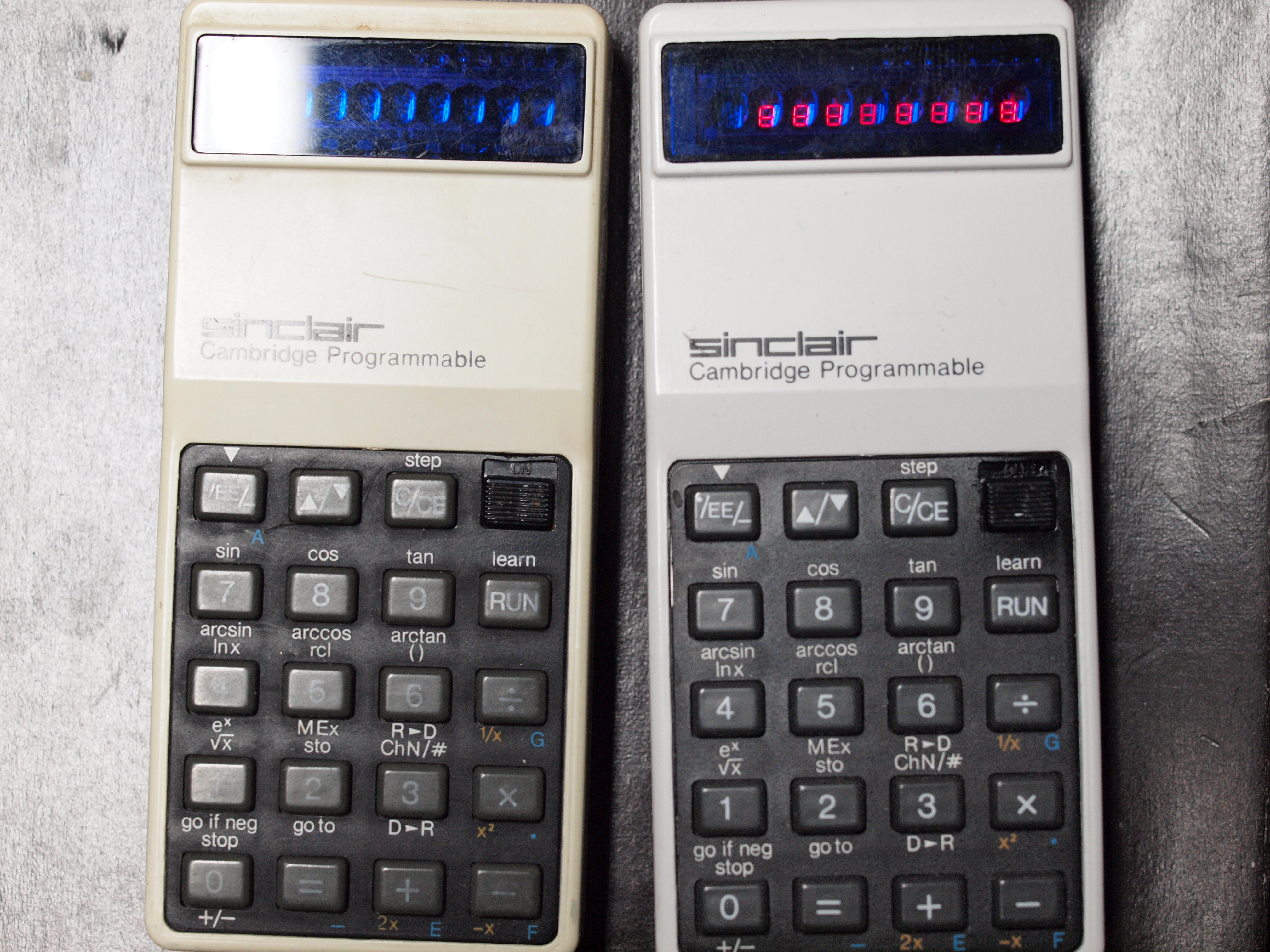
Sinclair Cambridge Programmable が二台並んでいる

Sinclair Cambridge Programmableは、1977年頃、英国Sinclair Radionics社が販売していたプログラム電卓である。また、Sinclair Cambridgeシリーズの電卓でもある。米国Radio ShackからOEM製品のRadio Shack EC-4001 Programmableも販売された。

## 概要
- 精度： 8桁。但し、科学技術表示モード時は仮数5桁+指数2桁で表示される。表示切替(ChN)機能で切替可能

- 数学機能： 三角函数、逆三角函数、自然対数函数、自然指数函数、平方根、ラジアン⇔度変換、など

- 括弧機能： 1レベル(下記特徴参照)

- 数値メモリ機能： 1本 (揮発性)。ストア、リコール、メモリ交換の各機能

- プログラム機能： 最大36ステップ(18バイト[3]。揮発性)。無条件分岐(go to)及び条件分岐(go if neg)機能。プログラム修正機能(書き換えのみ可能、挿入削除は不可)。ステップ実行機能。ただし、プログラム可能なのは、[▲/▼]、[C/CE]、[RUN]を除く16キーのみ

- 表示装置： 7セグメント赤色LED(9桁)

- 入力装置： 19キー(2段シフト。下記特徴参照)

- 制御演算装置： National Semiconductor MM5799EHY/N[4] Controller Oriented Processor[6]

- 電源： 006P(9V乾電池)、外部電源端子

## 特徴

### シフト機能
Sinclair Cambridge Programmable(以下、SCPと略す)の大きな特徴として、シフトのためのキーと段数(シフトキーを押す回数)がマニュアル計算とプログラム入力で異なるということがある。下表に[9]キーを押した場合の例を示す。
| モード         | マニュアル計算 | プログラム入力 |
| シフトキー     | [▲/▼]          | [./EE/-]       |
| シフトなし機能 | 9              | tan            |
| シフト1段機能  | tan            | arctan         |
| シフト2段機能  | arctan         | (なし)         |

プログラム入力モードで即値を入力するには、数値プレフィックスとして[3]キーを押す。例えば、123を入力したい場合は、[3][1][2][3]と入力する必要がある。(これで、#123の意味になる。)
また、go to 00(プログラム先頭へ移動する命令)を使用するには、マニュアル計算モードでは、[▲/▼][▲/▼][2][0][0]とし、プログラム入力モードでは、[./EE/-][2][0][0]とする。

### 括弧機能
SCPでは、四則演算に優先順位がないため、加減算より乗除算を優先させるには括弧を用いる必要がある。SCPの括弧は、[=]キーを押しても閉じないという特徴があるので、括弧を開いたまま複雑な計算をすることができ、括弧機能をスタックの代用とすることが可能である。例えば、
```
   240＋(
```

としておいてから、
```
   1×2×3×4×5×6＝
```

とすると、6の階乗の計算結果が 720 と表示される。ここで、
```
   0)＝
```

とすると 240 が再度表示され、計算の続きを行うことができる。また、SCPでは、括弧を開いても置数レジスタがクリアされずに前の値が残っているので、括弧機能を用いて定数計算を行うことが可能である。例えば、
```
   1.08＋(×1000＝0)＋(×5000＝0)＋(×25000＝
```

などとすると、 1.08 に 1000 、 5000 、 25000 を掛けた計算結果、 1080 、 5400 、 27000 を連続で得ることができる。なお、SCPでは、括弧を開く場合も閉じる場合も同じキー([▲/▼][6])を用いる。

### プログラム機能
SCPのプログラムエリアは、最終アドレス(35番地)から開始アドレス(00番地)へとラップアラウンドしてもエラーとならないため、stop機能を組み込んでおかないと永遠に実行し続ける。実行中のプログラムを一時停止するには、stop([0]キー)ではなく、[÷]キーを押す。実行を再開するには、[RUN]キーを押せばよい。